# Otto Klemperer
Otto Klemperer (Breslau, então Reino da Prússia, 14 de maio de 1885 - Zurique, 6 de julho de 1973) foi um maestro e compositor alemão, considerado um dos mais importantes maestros do século XX.

## Discografia
Klemperer realizou inúmeras gravações, muitas das quais se tornaram clássicas. Dentre essas, destacam-se:
- Bach: Paixão segundo São Mateus com Dietrich Fischer-Dieskau, Peter Pears, Elisabeth Schwarzkopf, Christa Ludwig e Walter Berry
- Bach: Missa em Si Menor
- Beethoven: Ciclos das sinfonias (principalmente a gravação de meados dos anos 1950, pela EMI): Sinfonia n.º 3 (1956 pela EMI); Sinfonia n.º 5 (1956 pela EMI); Sinfonia n.º 6 (1958 pela EMI); Sinfonia n.º 7 (1956 pela EMI).
- Beethoven: Nona Sinfonia (gravação ao vivo, em 1957 e 1961).
- Beethoven: Fidelio
- Beethoven: Missa Solemnis
- Beethoven: Piano Concertos n° 3-5 (com Claudio Arrau)
- Brahms: Symphony cycles
- Brahms: Concerto para Violino com David Oistrakh
- Brahms: Ein deutsches Requiem com Elisabeth Schwarzkopf e Dietrich Fischer-Dieskau
- Bruckner: Sinfonia n°4 em Mi maior
- Bruckner: Sinfonia n° 6 em Lá Maior (1965 pela EMI).
- Chopin: Concerto para piano n° 1 com Claudio Arrau (gravação ao vivo)
- Handel: Messias com Elisabeth Schwarzkopf, Grace Hoffmann, Nicolai Gedda e Jerome Hines)
- Haydn: Sinfonias 88, 92, 95, 98, 100, 101, 102, 104
- Mahler: Das Lied von der Erde com Christa Ludwig e Fritz Wunderlich
- Mahler: Sinfonia n.º 2 em Dó Menor, "Ressurreição", (1)- 1951 com Kathleen Ferrier & Jo Vincent; (2) - 1963 com  Elisabeth Schwarzkopf & Hilde Rössl-Majdan
- Mahler: Sinfonia No. 4 com Elisabeth Schwarzkopf
- Mahler: Sinfonia  No. 7, 1968
- Mahler: Sinfonia  n.° 9
- Mendelssohn: Sinfonias n.°3 e n.°4
- Mozart: Concerto para Piano n.°  25 (com Daniel Barenboim)
- Mozart: Sinfonias  n.° 25, 29, 31, 34, 38, 39, 40 and 41
- Mozart: Don Giovanni (gravação ao vivo)
- Mozart: Die Zauberflöte, com Nicolai Gedda, Walter Berry, Gundula Janowitz, Lucia Popp e participação especial de Elisabeth Schwarzkopf
- Stravinsky: Petrushka
- Stravinsky: Pulcinella
- Wagner: Der fliegende Holländer (The Flying Dutchman) (comAnja Silja)
- Wagner: Idílio de Siegfried, em versão original de câmara, com os membros da Philharmonia Orchestra
- Weill: Kleine Dreigroschenmusik, 1931, 1967

A última gravação de Klemperer foi a da Serenata em Mi, K 375, de Mozart, feita em setembro de 1971. Essa foi a última vez em que ele regeu uma orquestra.